# James Trevena-Brown
James Trevena-Brown (* 16. September 1986 in Lower Hutt, Wellington) ist ein neuseeländischer Schauspieler, Synchronsprecher und ehemaliger Eishockey- und Inline-Skaterhockeyspieler.

## Leben und Karriere
Trevena-Brown ist ein Absolvent der Massey University. Anschließend zog er nach Deutschland, wo er drei Jahre Eishockey spielte. Seine Stationen waren von 2007 bis 2008 die zweite Mannschaft der EHF Passau Black Hawks, von 2008 bis 2009 der EHC Timmendorfer Strand 06 und final von 2009 bis 2010 die Rostock Piranhas. Er war außerdem parallel dazu Inline-Skaterhockeyspieler und vertrat die Nationalmannschaft Neuseelands bei der IIHF Inlinehockey-Weltmeisterschaft 2007 in Passau. 2008 schloss er sich den Rostocker Nasenbären an. Seine Karriere als Eishockeyspieler ließ er von 2011 bis 2012 bei den West Auckland Admirals ausklingen.
Nach seiner Rückkehr nach Neuseeland spielte Trevena-Brown 2011 in einer Episode der Fernsehserie Emilie Richards und im Kurzfilm Baby. 2012 hatte er in Peter Jacksons Der Hobbit: Eine unerwartete Reise eine Nebenrolle als Goblin. 2013 war er in insgesamt 13 Episoden der Fernsehserie The Blue Rose in der Rolle des Charlie Bryson zu sehen. 2016 folgten vier Episoden als Elfenkrieger Crispin in The Shannara Chronicles. Er hatte Besetzungen in Charlie Says (2018) sowie Mitwirkungen in zwei Episoden der Fernsehserie Big Little Lies.
Trevena-Brown lernte am Set von The Shannara Chronicles seine spanische Schauspielkollegin Ivana Baquero kennen. Die beiden gaben im September 2020 an, sich verlobt zu haben.

## Filmografie (Auswahl)

### Schauspieler
- 2011: Emilie Richards (Fernsehserie, Episode 1x07)
- 2011: Baby (Kurzfilm)
- 2012: Der Hobbit: Eine unerwartete Reise (The Hobbit: An Unexpected Journey)
- 2012: Night Storm (Kurzfilm)
- 2013: The Blue Rose (Fernsehserie, 13 Episoden)
- 2013: Contract Killers
- 2016: The Shannara Chronicles (Fernsehserie, 4 Episoden)
- 2018: Rivet (Kurzfilm)
- 2018: American Woman (Fernsehserie, Episode 1x11)
- 2018: Charlie Says
- 2018: The Greatest American Hero (Fernsehfilm)
- 2019: Big Little Lies (Fernsehserie, 2 Episoden)
- 2019: Sacrifice

### Synchronsprecher
- 2020: We Bare Bears: The Movie (Zeichentrickfernsehfilm)